# Suuri-Särkämäinen
Suuri-Särkämäinen är en sjö i kommunerna S:t Michel och Jockas i landskapet Södra Savolax i Finland. Sjön ligger 94,7 meter över havet. Arean är 64 hektar och strandlinjen är 8,37 kilometer lång. Sjön  ingår i Vuoksens huvudavrinningsområde.   Den ligger omkring 16 kilometer öster om S:t Michel och omkring 220 kilometer nordöst om Helsingfors. 